# Darío Pereyra
Alfonso Darío Pereyra Bueno (Montevidéu, 19 de outubro de 1956) é um ex-treinador e ex-futebolista uruguaio que atuava como zagueiro.

## Carreira como jogador
Iniciou sua carreira no Nacional de Montevidéu e estreou pela Seleção Uruguaia com apenas 18 anos, sendo seu capitão desde os 19. Seu forte era o preparo físico, mas tinha técnica apurada e garra ímpar. Já tinha catorze gols em 34 jogos pela seleção quando, depois de negociações que se arrastaram por um ano e meio, Darío finalmente foi anunciado como jogador do São Paulo em 17 de outubro de 1977, por 5 milhões de cruzeiros, no que foi à época a segunda contratação mais cara da história do futebol brasileiro. Nesse dia, ele desembarcou no Aeroporto de Congonhas vestindo a camisa são-paulina e foi recebido com muita festa pela torcida. Ele ainda não poderia estrear, pois não jogava desde julho e não estava com a documentação completa. Até finalmente estrear, em dezembro, uma oferta do Real Madrid quase pôs tudo a perder, mas o jogador não tinha interesse em jogar na Espanha.
Sua estreia deu-se em 11 de dezembro, contra o Internacional, em Porto Alegre, vitória por 4 a 1: ele entrou no segundo tempo, com o placar já decidido, no lugar de Zequinha. O uruguaio deixou uma impressão excelente, não só pela sua atuação dentro de campo, mas também pelo seu comportamento no primeiro tempo, quando ainda estava no banco de reservas. Quando Teodoro abriu o placar, tanto o árbitro como o bandeirinha demoraram para apitar o gol, o que gerou uma breve tensão no banco são-paulino, quebrada rapidamente pelos berros de Darío: "Fue gol! Qué pasa? Nadie grita gol aquí? Fue gol! Goooool!"
Seu começo no São Paulo foi como meia-armador e, ocasionalmente, volante. Não deu muito certo, embora fossem as posições em que ele jogava no Uruguai, porque ele também teve uma série de contusões nos primeiros anos em São Paulo, incluindo em cinco partes diferentes do corpo em seu primeiro ano. "Contusão em cima de contusão", reclamou ele à revista Placar, "azar atrás de azar. Uma coisa inexplicável, incrível!" A torcida foi paciente, por ter visto história parecida sete anos antes, com Pedro Rocha. "Foi muita mudança: troquei de país, cidade, clube e posição", lembraria ele em 1988. "Mas ninguém é crucificado no São Paulo."
Durante o Campeonato Paulista de 1980, em 16 de julho, o técnico Carlos Alberto Silva resolveu improvisá-lo na quarta-zaga para um jogo contra a Ponte Preta. A experiência deu certo, lá ele se firmou e o São Paulo conquistou um título que não via havia cinco anos. Pouco depois do campeonato, sempre que alguém perguntava a Carlos Alberto Silva o que ele achava de colocar Darío no meio-campo, a resposta do técnico era a mesma: "Eu por acaso sou louco?" Antes disso, tinha jogado pouco na zaga, incluindo meio tempo como zagueiro central pela seleção uruguaia e nos juvenis do Nacional. Em 1981 ganhou a Bola de Prata da Revista Placar em sua posição no Campeonato Brasileiro (o que se repetiria em 1983 e 1986) e foi um dos principais jogadores na campanha do bicampeonato paulista, sendo inclusive carregado pela torcida após a final.
Embora desde essa época já fosse considerado o jogador mais importante do São Paulo, sua modéstia fazia qualquer elogio parecer um exagero. "Um zagueiro é bom quando consegue diminuir o campo de jogo do adversário de acordo com suas necessidades", contou ele a Placar em abril de 1981. "Mas não sei se consigo tudo isso. Eu apenas jogo, usando minha intuição."
Ao longo de seus onze anos no Morumbi, formou uma dupla de zaga com Oscar que frequentemente é lembrada como uma das melhores da história do São Paulo. Disputou um total de 451 partidas pelo São Paulo, marcando 38 gols, e, após o Campeonato Paulista de 1988, foi para o Flamengo, que defendeu por onze jogos no Campeonato Brasileiro.[carece de fontes?] De lá, foi para o Palmeiras, no começo de 1989. Já aos 32 anos, não demonstrou o mesmo vigor físico de outros tempos e ficou no banco no Campeonato Brasileiro, depois de ter sido titular durante quase todo o Campeonato Paulista. No ano seguinte, transferiu-se para o Gamba Osaka, do Japão, à época chamado de Matsushita Eletronic, onde encerraria a carreira dois anos depois.
Darío esteve em uma Copa do Mundo FIFA pelo Uruguai, em 1986, no México.

## Carreira como treinador
Darío era auxiliar-técnico no São Paulo quando assumiu interinamente a vaga de técnico até então ocupada por Muricy Ramalho em 1997. Sob seu comando, o time começou a reagir depois de uma campanha mediana no Campeonato Paulista, mas acabou apenas com o vice-campeonato e o 13º lugar no Campeonato Brasileiro. Com o fraco início no Torneio Rio-São Paulo de 1998, não resistiu e foi substituído por Nelsinho Baptista. depois da derrota para o Fluminense em 11 de fevereiro.
Em 3 de outubro do mesmo ano, estreou no comando do Coritiba, sendo o quinto treinador a comandar o time na temporada. Na capital paranaense conseguiu boa campanha, com seis vitórias e cinco empates em treze jogos depois de substituir Valdir Espinosa, mas saiu ao fim do Campeonato Brasileiro para assumir o Atlético Mineiro, onde se sagrou campeão mineiro em 1999 com uma arrancada espetacular. No Campeonato Brasileiro, o Atlético chegaria claudicantemente à fase de mata-matas e terminaria como vice-campeão, mas Darío foi demitido na penúltima rodada da primeira fase, depois de uma derrota para o Guarani por 4 a 0.
Curiosamente, o time de Campinas seria o próximo destino de Darío: o Guarani contratou-o como técnico para a Copa João Havelange, em 2000. Mas ele não chegaria ao final da competição, sendo substituído por Carlos Alberto Silva. Para a temporada seguinte, foi contratado para dirigir o Corinthians, mas não durou mais que seis partidas. Com o mau início tanto no Rio-São Paulo (uma vitória, um empate e uma derrota) como no Campeonato Paulista (um empate e duas derrotas), foi substituído por Vanderlei Luxemburgo. A má campanha no Paulistão duraria mais quatro rodadas (uma vitória, dois empates e quatro derrotas), mas o time arrancaria a partir dali para o título, enquanto Darío teria de esperar quase dois anos para voltar ao comando de um time.
No começo de 2003, foi contratado pelo Paysandu para substituir Hélio dos Anjos, que preferiu comandar o Sport, uma decisão surpreendente, considerando-se que o time pernambucano iria disputar a Série B no segundo semestre, enquanto os paraenses teriam pela frente a Libertadores e a Série A. Melhor para o uruguaio: sob seu comando, o Paysandu, em sua primeira participação no torneio continental, liderou seu grupo de forma invicta na primeira fase e conseguiu a histórica vitória sobre o Boca Juniors no estádio La Bombonera, em Buenos Aires, no dia 24 de abril. Os argentinos acabariam por eliminar o Paysandu no jogo de volta, mas a vitória no jogo de ida é considerada um feito histórico, porque, até então, apenas o Santos, em 1962, e o Cruzeiro, em 1994, haviam vencido o Boca em seu estádio. A lua-de-mel com o time, entretanto, não duraria muito, e ele seria demitido um mês depois, após a derrota em casa por 3 a 1 para o Coritiba em 25 de maio.
Em 15 de junho, assumiu o Grêmio, que tinha acabado de demitir o técnico Tite, mas, com dois titulares suspensos, três contundidos e outros três vendidos para o Exterior, o time ficou em frangalhos, e Darío conseguiu apenas uma vitória e dois empates em oito jogos, sendo então substituído por Nestor Simionato depois da derrota para o Vasco em 20 de julho. Seu último trabalho como técnico foi na Portuguesa, que o contratou no começo da temporada de 2004, mas, para a Série B daquele ano, já tinha sido substituído.
Naquele ano, sua esposa faleceu, e o ex-jogador decidiu também aposentar-se como treinador. Darío foi por um tempo diretor de Futebol do Avaí e depois trabalhou para a empresa de marketing esportivo Traffic, onde comandava uma equipe de olheiros para o Palmeiras, que mantinha um contrato com a empresa.
Em novembro de 2011, ele foi anunciado pelo Arapongas como novo treinador do clube, com vistas ao campeonato estadual de 2012. "É um recomeço", disse. "Treinador tem que estar preparado para tudo. Agora meus filhos já estão grandes e independentes. Vi que era o momento de voltar a trabalhar como técnico, profissão de que gosto muito. Eu gostei do projeto apresentado. Eles fizeram uma boa campanha neste ano e querem crescer ainda mais. Acho que posso ajudar."
No final de 2012, Darío Pereyra foi contratado pelo Vila Nova de Goiás. Dois anos depois, foi anunciado como novo treinador do Águia de Marabá, assinando até o final da temporada.

## Títulos

### Como jogador
Nacional
- Campeonato Uruguaio: 1976

São Paulo
- Campeonato Brasileiro: 1977 e 1986
- Campeonato Paulista: 1980[45], 1981, 1985[46] e 1987

Matsushita Electronic
- Copa do Imperador: 1990[23]

Seleção Uruguaia
- Campeonato Sul-Americano Juvenil: 1975

### Como treinador
Atlético Mineiro
- Campeonato Mineiro: 1999